# Belgische federale verkiezingen 2003/Kandidatenlijsten/PS
Dit zijn de kandidatenlijsten van de PS voor de Belgische federale verkiezingen van 2003. De verkozenen staan vetgedrukt.

## Brussel-Halle-Vilvoorde

### Effectieven
1. Laurette Onkelinx
2. Charles Picqué
3. Karine Lalieux
4. Mohammed Boukourna
5. Véronique Jamoulle
6. Rachid Madrane
7. Eliane Lepoivre-Daels
8. Fabrizio Bucella
9. Pascale Scheers
10. Marc Cornely
11. Michel Luzolo Lua Nzambi
12. France Marage
13. Emir Kir
14. Joëlle Burgers
15. Patrick Denis
16. Anne Vanesse
17. Annick Dedobbeleer
18. Florimond Mayeur Mayele
19. Hinde Kaddouri
20. Nadine Bertrand
21. Philippe Doyen
22. Jean-Philippe Schreiber

### Opvolgers
1. Yvan Mayeur
2. Talbia Belhouari
3. Fabrice Cumps
4. Olivia P'tito
5. Mohammed Boukantar
6. Anne Lepere
7. Hava Ardiclik
8. Ridouane Chahid
9. Victoria Videgain Santagio
10. Jean Demannez
11. Michèle Carthé
12. Rudi Vervoort

## Henegouwen

### Effectieven
1. Elio Di Rupo
2. Marie Arena
3. Rudy Demotte
4. Patrick Moriau
5. Colette Burgeon
6. Jean-Pol Henry
7. Camille Dieu
8. Annick Saudoyer
9. Eric Massin
10. Christiane Moerman
11. Philippe Blanchart
12. Natacha Alleman
13. Jean-Paul Deplus
14. Sabine Verhulst
15. Birgul Caner
16. Alicia Vandenabeele
17. Olivier Fievez
18. Sophie Pécriaux
19. Pierre Tachenion

### Opvolgers
1. Bruno Van Grootenbrulle
2. Alisson De Clercq
3. Yvon Harmegnies
4. Jean Depreter
5. Tommy Leclercq
6. Simone Frederick
7. Nicolas Bau
8. Isabelle Druitte
9. Marie-Line Bauffe
10. Fatiha Baouf
11. José Canon

## Luik

### Effectieven
1. Michel Daerden
2. Marie-Claire Lambert
3. Jacques Chabot
4. André Frédéric
5. Anne-Michèle Hannon
6. Thierry Giet
7. Martine Degives-Smetz
8. Linda Musin
9. Léon Campstein
10. Natacha Mossoux
11. Luc Partoune
12. Véronique De Keyser
13. Marc Goblet
14. Anne-Marie Lizin
15. José Happart

### Opvolgers
1. André Frédéric
2. Marie-Claire Lambert
3. Alain Mathot
4. Thierry Giet
5. Danielle Vanlombeek-Jacobs
6. Muriel Targnion
7. Denise Laurent
8. Marc Tarabella
9. Denise Laurent
10. Marc Tarabella
11. Edmund Stoffels

## Luxemburg

### Effectieven
1. André Perpète
2. Paulette Dechamps
3. Jacques Gennen
4. Béatrice Bertin-Hutlet

### Opvolgers
1. Guy Larcier
2. Sébastian Pirlot
3. Véronique Biordi-Taddei
4. Marie-Yvonne Grymonprez
5. Martine Sonnet-Notet
6. Daniel Ledent

## Namen

### Effectieven
1. Claude Eerdekens
2. Jean-Marc Delizée
3. Valérie Déom
4. Maryse Declercq-Robert
5. Eliane Tillieux
6. Guy Milcamps

### Opvolgers
1. Jean-Charles Luperto
2. Jean-Claude Maene
3. Sylvie Marique
4. Laurence Plasman
5. Vincent Vagman
6. Alice Fautre-Baudine

## Waals-Brabant

### Effectieven
1. André Flahaut
2. Georgette Wautelet
3. Annie Galban-Le Clef
4. Claude Lelièvre
5. Léon Walry

### Opvolgers
1. Maurice Dehu
2. Laurence Smets
3. Véronique Ghenne
4. Magali Rosenoer-Kummer
5. Salomon Baravuga
6. Michel Corthouts

## Senaat

### Effectieven
1. Elio Di Rupo
2. Philippe Moureaux
3. Anne-Marie Lizin
4. Philippe Mahoux
5. Marie-José Laloy
6. Jean Cornil
7. Christiane Vienne
8. Nathalie Moulard
9. Philippe Courard
10. Fadila Laanan
11. Jean-Louis Colinet
12. Giuseppa Incannela
13. Fabienne Capot
14. Paul Halter
15. Pierre Galand

### Opvolgers
1. Jean-Marie Happart
2. Jean Cornil
3. Christiane Vienne
4. Joëlle Kapompole
5. Franco Seminara
6. Yves Goldstein
7. Sandrine Goetynck
8. Resi Stoffels
9. Isabelle Simonis